# Chipre nos Jogos Olímpicos de Verão de 2024
Chipre participou dos Jogos Olímpicos de Verão de 2024, realizados em Paris, na França. Foi a 12.ª aparição consecutiva do país nos Jogos Olímpicos desde a estreia em Moscou 1980, sendo representado por 15 atletas que competiram em oito esportes.
Conquistou uma única medalha, de prata, com Pavlos Kontides na classe Laser da vela.

## Medalhas
| Atleta          | Esporte | Evento | Medalha |
| --------------- | ------- | ------ | ------- |
| Pavlos Kontides | Vela    | Laser  | Prata   |

## Competidores
Esta foi a participação por modalidade nesta edição:
| Esporte   | Masculino | Feminino | Total |
| --------- | --------- | -------- | ----- |
| Atletismo | 1         | 2        | 3     |
| Ciclismo  | 0         | 1        | 1     |
| Esgrima   | 1         | 0        | 1     |
| Ginástica | 1         | 1        | 2     |
| Judô      | 0         | 1        | 1     |
| Natação   | 1         | 1        | 2     |
| Tiro      | 0         | 1        | 1     |
| Vela      | 2         | 2        | 4     |
| Total     | 6         | 9        | 15    |

## Desempenho

### Atletismo
- Q = Qualificado para a próxima fase
- q = Qualificado para a próxima fase como o perdedor mais rápido ou, em eventos de campo, pela posição sem atingir o alvo para qualificação
- N/A = Fase não aplicável para o evento
- Bye = Atleta não precisou disputar aquela fase

Masculino
Eventos de pista
| Atleta          | Evento              | Baterias | Baterias | Repescagem | Repescagem | Semifinal | Semifinal | Final       | Final       | Ref.  |
| Atleta          | Evento              | Tempo    | Pos.     | Tempo      | Pos.       | Tempo     | Pos.      | Tempo       | Pos.        | Ref.  |
| --------------- | ------------------- | -------- | -------- | ---------- | ---------- | --------- | --------- | ----------- | ----------- | ----- |
| Milan Trajković | 110 m com barreiras | 13.43    | 4 q      | Bye        | Bye        | 13.32     | 3         | Não avançou | Não avançou | [ 5 ] |

Feminino
Eventos de pista
| Atleta            | Evento | Preliminar | Preliminar | Baterias | Baterias | Repescagem | Repescagem | Semifinal   | Semifinal   | Final       | Final       | Ref.  |
| Atleta            | Evento | Tempo      | Pos.       | Tempo    | Pos.     | Tempo      | Pos.       | Tempo       | Pos.        | Tempo       | Pos.        | Ref.  |
| ----------------- | ------ | ---------- | ---------- | -------- | -------- | ---------- | ---------- | ----------- | ----------- | ----------- | ----------- | ----- |
| Olivia Fotopoulou | 100 m  | Bye        | Bye        | 11.50    | 7        | N/A        | N/A        | Não avançou | Não avançou | Não avançou | Não avançou | [ 6 ] |
| Olivia Fotopoulou | 200 m  | N/A        | N/A        | 23.07    | 5        | 22.92      | 1 Q        | 22.98       | 8           | Não avançou | Não avançou | [ 6 ] |

Eventos de campo
| Atleta           | Evento          | Qualificação | Qualificação | Final | Final | Ref.        |
| Atleta           | Evento          | Marca        | Pos.         | Marca | Pos.  | Ref.        |
| ---------------- | --------------- | ------------ | ------------ | ----- | ----- | ----------- |
| Elena Kulichenko | Salto em altura | 1.92         | 7 q          | 1.95  | 7     | [ 7 ] [ 8 ] |

### Ciclismo

#### Estrada
Feminino
| Atleta             | Evento             | Tempo   | Pos. | Ref.  |
| ------------------ | ------------------ | ------- | ---- | ----- |
| Antri Christoforou | Corrida em estrada | 4:10:20 | 62   | [ 9 ] |

### Esgrima
Masculino
| Atleta         | Evento  | Fase de 64               | Fase de 32           | Oitavas de final     | Quartas de final     | Semifinal            | Final                | Final       | Ref.   |
| Atleta         | Evento  | Adversário Resultado     | Adversário Resultado | Adversário Resultado | Adversário Resultado | Adversário Resultado | Adversário Resultado | Pos.        | Ref.   |
| -------------- | ------- | ------------------------ | -------------------- | -------------------- | -------------------- | -------------------- | -------------------- | ----------- | ------ |
| Alex Tofalides | Florete | POL A Wojtkowiak V 15–10 | USA N Itkin D 10–15  | Não avançou          | Não avançou          | Não avançou          | Não avançou          | Não avançou | [ 10 ] |

### Ginástica

#### Artística
Masculino
| Atleta          | Evento           | Qualificação | Qualificação | Qualificação | Qualificação | Qualificação | Qualificação | Qualificação | Qualificação | Final       | Final       | Final       | Final       | Final       | Final       | Final       | Final       | Ref.   |
| Atleta          | Evento           | Aparelho     | Aparelho     | Aparelho     | Aparelho     | Aparelho     | Aparelho     | Total        | Pos.         | Aparelho    | Aparelho    | Aparelho    | Aparelho    | Aparelho    | Aparelho    | Total       | Pos.        | Ref.   |
| Atleta          | Evento           | F            | PH           | R            | V            | PB           | HB           | Total        | Pos.         | F           | PH          | R           | V           | PB          | HB          | Total       | Pos.        | Ref.   |
| --------------- | ---------------- | ------------ | ------------ | ------------ | ------------ | ------------ | ------------ | ------------ | ------------ | ----------- | ----------- | ----------- | ----------- | ----------- | ----------- | ----------- | ----------- | ------ |
| Marios Georgiou | Individual geral | 13.266       | 13.400       | 12.900       | 13.966       | 11.600       | 14.366       | 79.498       | 33           | Não avançou | Não avançou | Não avançou | Não avançou | Não avançou | Não avançou | Não avançou | Não avançou | [ 11 ] |
| Marios Georgiou | Barra fixa       | —            | —            | —            | —            | —            | 14.366       | —            | 8            | —           | —           | —           | —           | —           | 13.333      | —           | 6           | [ 11 ] |

#### Rítmica
| Atleta          | Evento     | Qualificação | Qualificação | Qualificação | Qualificação | Qualificação | Qualificação | Final       | Final       | Final       | Final       | Final       | Final       | Ref.   |
| Atleta          | Evento     | Arco         | Bola         | Maças        | Fita         | Total        | Pos.         | Arco        | Bola        | Maças       | Fita        | Total       | Pos.        | Ref.   |
| --------------- | ---------- | ------------ | ------------ | ------------ | ------------ | ------------ | ------------ | ----------- | ----------- | ----------- | ----------- | ----------- | ----------- | ------ |
| Vera Tugolukova | Individual | 31.150       | 31.200       | 30.600       | 28.800       | 121.750      | 16           | Não avançou | Não avançou | Não avançou | Não avançou | Não avançou | Não avançou | [ 12 ] |

### Judô
Feminino
| Atleta        | Evento    | Primeira fase        | Oitavas               | Quartas              | Semifinais           | Repescagem           | Final / DB           | Final / DB | Ref.   |
| Atleta        | Evento    | Adversário Resultado | Adversário Resultado  | Adversário Resultado | Adversário Resultado | Adversário Resultado | Adversário Resultado | Pos.       | Ref.   |
| ------------- | --------- | -------------------- | --------------------- | -------------------- | -------------------- | -------------------- | -------------------- | ---------- | ------ |
| Sofia Asvesta | Até 52 kg | MAR S Iraoui V 01–00 | FRA A Buchard D 00–10 | Não avançou          | Não avançou          | Não avançou          | Não avançou          | =9         | [ 13 ] |

### Natação
Masculino
| Atleta           | Evento      | Eliminatórias | Eliminatórias | Semifinal   | Semifinal   | Final       | Final       | Ref.   |
| Atleta           | Evento      | Tempo         | Pos.          | Tempo       | Pos.        | Tempo       | Pos.        | Ref.   |
| ---------------- | ----------- | ------------- | ------------- | ----------- | ----------- | ----------- | ----------- | ------ |
| Nikolas Antoniou | 100 m livre | 50.35         | 43            | Não avançou | Não avançou | Não avançou | Não avançou | [ 14 ] |

Feminino
| Atleta         | Evento      | Eliminatórias | Eliminatórias | Semifinal   | Semifinal   | Final       | Final       | Ref.   |
| Atleta         | Evento      | Tempo         | Pos.          | Tempo       | Pos.        | Tempo       | Pos.        | Ref.   |
| -------------- | ----------- | ------------- | ------------- | ----------- | ----------- | ----------- | ----------- | ------ |
| Kalia Antoniou | 100 m livre | 54.72         | 18            | Não avançou | Não avançou | Não avançou | Não avançou | [ 15 ] |

### Tiro
Feminino
| Atleta              | Evento | Qualificação | Qualificação | Final       | Final       | Ref.   |
| Atleta              | Evento | Marca        | Pos.         | Marca       | Pos.        | Ref.   |
| ------------------- | ------ | ------------ | ------------ | ----------- | ----------- | ------ |
| Konstantia Nikolaou | Skeet  | 116          | 20           | Não avançou | Não avançou | [ 16 ] |

### Vela
Eventos com regata da medalha
| Atleta          | Evento       | Regatas | Regatas | Regatas | Regatas | Regatas | Regatas | Regatas | Regatas | Regatas | Regatas | Regatas | Regatas | Regatas | Regatas | Regatas | Regatas | Pontos | Pos.             | Ref.   |
| Atleta          | Evento       | 1       | 2       | 3       | 4       | 5       | 6       | 7       | 8       | 9       | 10      | 11      | 12      | 13      | 14      | 15      | M*      | Pontos | Pos.             | Ref.   |
| --------------- | ------------ | ------- | ------- | ------- | ------- | ------- | ------- | ------- | ------- | ------- | ------- | ------- | ------- | ------- | ------- | ------- | ------- | ------ | ---------------- | ------ |
| Pavlos Kontides | Laser        | 17      | 5       | 27      | 5       | 10      | 5       | 3       | 7       | —       | —       | —       | —       | —       | —       | —       | 4       | 56     | Medalha de prata | [ 17 ] |
| Marilena Makri  | Laser Radial | 32      | 17      | 29      | 31      | 26      | 26      | 30      | 17      | 19      | —       | —       | —       | —       | —       | —       | EL      | 195    | 30               | [ 18 ] |

M = Regata da medalha; EL = Eliminado(a) – não avançou para a regata da medalha
Eventos de eliminação
| Atleta        | Evento                 | Série de abertura | Série de abertura | Série de abertura | Série de abertura | Série de abertura | Série de abertura | Série de abertura | Série de abertura | Série de abertura | Série de abertura | Série de abertura | Série de abertura | Série de abertura | Série de abertura | Série de abertura | Série de abertura | Série de abertura | Série de abertura | Série de abertura | Série de abertura | Série de abertura | Série de abertura | Quartas     | Semifinal   | Final       | Pos. | Ref.   |
| Atleta        | Evento                 | 1                 | 2                 | 3                 | 4                 | 5                 | 6                 | 7                 | 8                 | 9                 | 10                | 11                | 12                | 13                | 14                | 15                | 16                | 17                | 18                | 19                | 20                | Pontos            | Pos.              | Quartas     | Semifinal   | Final       | Pos. | Ref.   |
| ------------- | ---------------------- | ----------------- | ----------------- | ----------------- | ----------------- | ----------------- | ----------------- | ----------------- | ----------------- | ----------------- | ----------------- | ----------------- | ----------------- | ----------------- | ----------------- | ----------------- | ----------------- | ----------------- | ----------------- | ----------------- | ----------------- | ----------------- | ----------------- | ----------- | ----------- | ----------- | ---- | ------ |
| Denis Taradin | Formula Kite masculino | 11                | 4                 | 12                | 6                 | 16                | 16                | 19                | Cancelado         | Cancelado         | Cancelado         | Cancelado         | Cancelado         | Cancelado         | Cancelado         | Cancelado         | Cancelado         | —                 | —                 | —                 | —                 | 49                | 12                | Não avançou | Não avançou | Não avançou | 19   | [ 19 ] |
| Natasa Lappa  | IQFoil feminino        | 16                | 25                | 7                 | 17                | 20                | 21                | 16                | 10                | 6                 | 16                | 13                | 25                | 6                 | 22                | Cancelado         | Cancelado         | Cancelado         | Cancelado         | Cancelado         | Cancelado         | 170               | 19                | Não avançou | Não avançou | Não avançou | 19   | [ 20 ] |